# زراعة حضرية

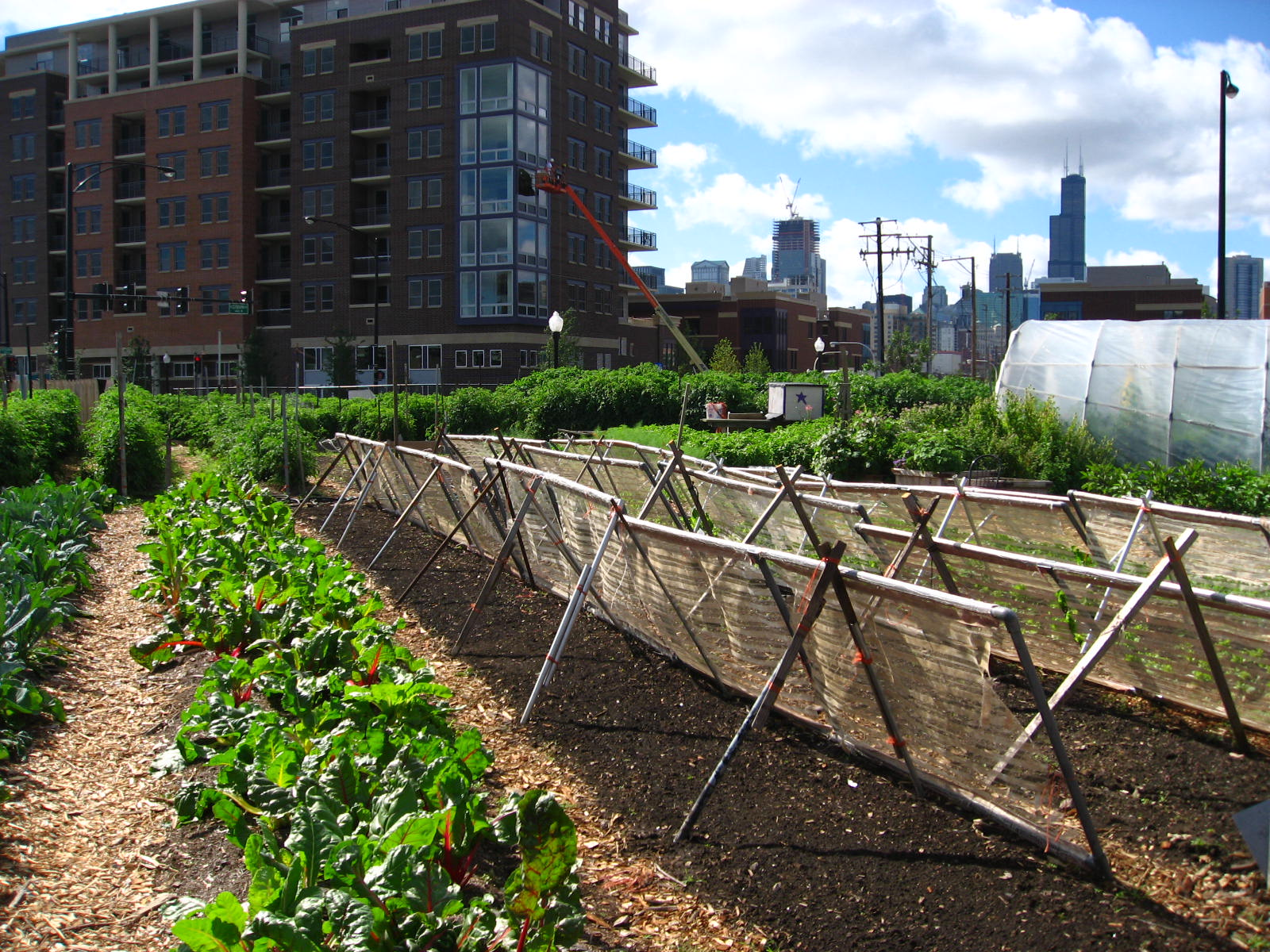
مزرعة حضرية في شيكاغو

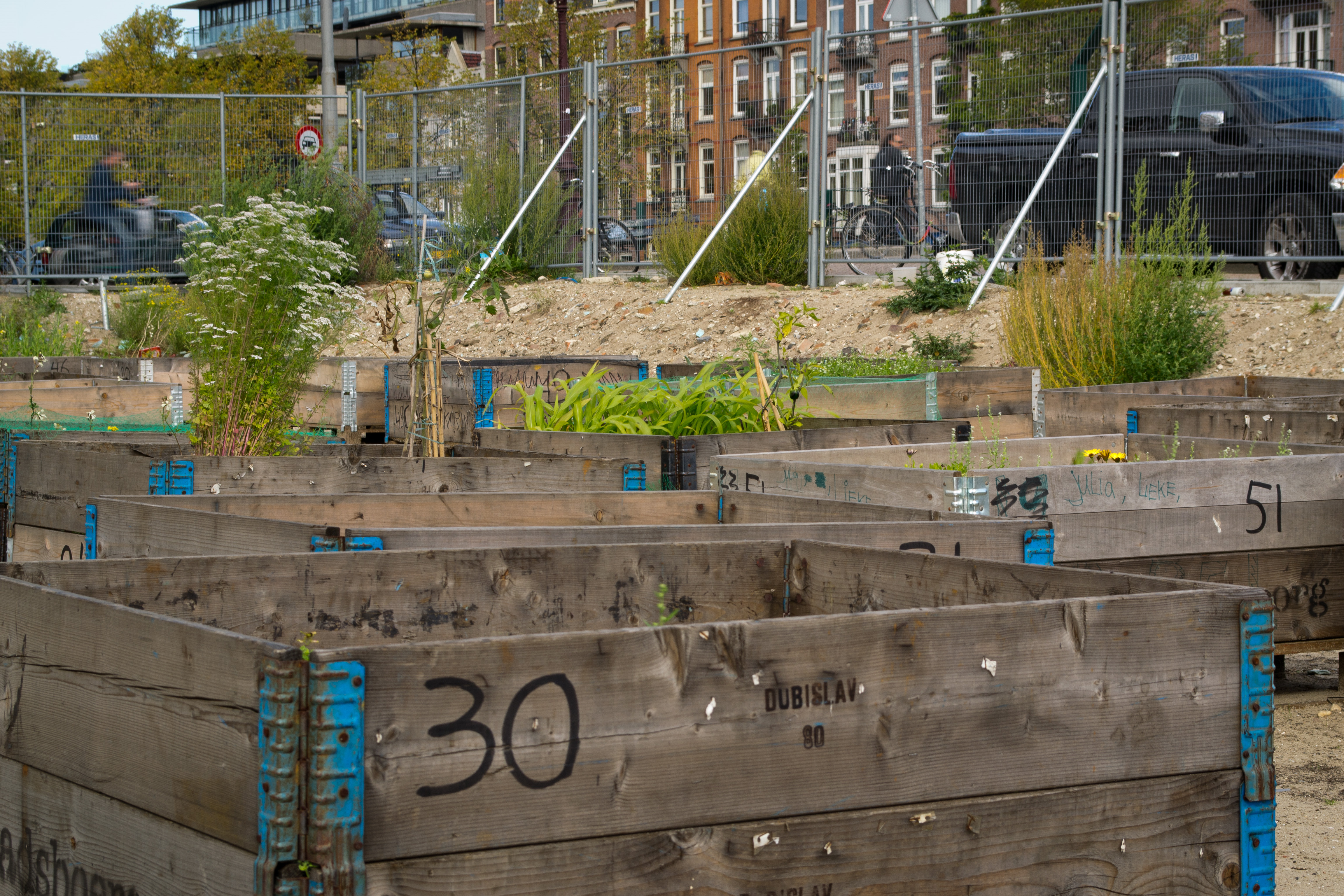
مزرعة حضرية صغيرة في أمستردام

الزراعة الحضرية هي ممارسة زراعة الغذاء وتجهيزه وتوزيعه في قرية أو بلدة أو مدينة، أو في محيطها. ويمكن أن تتضمن الزراعة الحضرية تربية الحيوان والزراعة المائية والحراجة الزراعية والبستنة. وتتم مزاولة هذه الأنشطة في المناطق شبه الحضرية أيضًا.
حظيت المفاهيم الواردة لتعميم الوصول إلي الخدمات وما يرتبط بها من مرافق باهتمام ملحوظ وشعبية في السنوات الثمانى الاخيرة، وهي تتزايد لتلبية احتياجات الحياة الحضرية في  البلدان النامية. قد يندرج تنوع الأنظمة تحت مفهوم تعميم الوصول إلي الخدمات باختلاف المقاييس والمتعلقات،  تتفاوت ما بين حدائق خاصة أو مجتمعية لأهداف الاكتفاء الذاتي الاجتماعي، لتعقيد النظم التي تشمل أماكن إنتاج الاغذية المغلقة بمساعدة الضوء الصناعي أو داخل المصانع القادرة على ضبط المناخ لانتاج النباتات الحساسة.منذ كان تعميم الوصول إلي الخدمات يمارس معظمه في الداخل، فإنه أيضًا يُشار إليه  بالزراعة العمودية، أو إدراج الزراعة داخل المباني والزراعة التي ترمز إلي صفر هكتار زراعة. كما يمكن للزراعة الحضرية أن تشمل تربية الحيوانات وتربية الأحياء المائية والحراجة الزراعية وتربية النحل في المناطق الحضرية والبستنة. تحدث هذه الأنشطة في المناطق شبه الحضرية، وقد تكون الزراعة شبه الحضرية ذات خصائص مختلفة. يمكن أن تعكس الزراعة الحضرية مدي تفاوت مستويات التنمية الاقتصادية والاجتماعية. في شمال العالم، كثيرا ما تتخذ شكل حركة اجتماعية من اجل مجتمعات مستدامة، حيث يشكل المزارعون العضويون ومشتري الطعام" و "الطعام المحلي" شبكات اجتماعية تقوم على  روح الطبيعة المشتركة واتفاق شمولي. ويمكن لهذه الشبكات أن تتطور عند تلقي الدعم المؤسسي الرسمي، بحيث تصبح مدرجة في التخطيط المحلي للمدينة"مدينة انتقالية"  باعتبارها حركة للتنمية الحضرية المستدامة. وفي الجنوب المتطور، يعد الأمن الغذائي والتغذية وتوليد الدخل من مفاتيح الدوافع لهذه الممارسة. وفي كلتا الحالتين، الوصول المباشر إلى الخضروات والفواكه الطازجة، ومنتجات اللحوم من خلال الزراعة الحضرية يمكن ان يؤدى إلى تحسين الأمن الغذائى وسلامة الاغذية.
تُمارس الزراعة الحضرية عمومًا لأجل الأنشطة المدرة للدخل أو المنتجة للغذاء، بالرغم من أن الدافع الرئيسي في بعض المجتمعات يكون الترفيه والاستجمام. وتُسهم الزراعة الحضرية في تحقيق الأمن الغذائي وسلامة الغذاء بطريقتين: أولاً، تزيد كمية الغذاء المتاح لقاطني المدن، وثانيًا، تتيح توفير خضراوات وفواكه ومنتجات لحوم طازجة للمستهلكين في الحضر. علاوةً على أنها تقلل من انتشار ظاهرة صحارى الغذاء. وتعد طريقة الزراعة العضوية الكثيفة أحد أشكال الزراعة الحضرية المنتشرة والفعالة. ونظرًا لأن الزراعة الحضرية تشجع على إنتاج الغذاء محليًا؛ مما يوفر الطاقة، فإنه يتم اعتبار الزراعة الحضرية وشبه الحضرية عمومًا زراعة مستدامة. ومن المزايا المتعددة للزراعة الحضرية، وخصوصًا في المدن الأمريكية المكتظة بالسكان، استخدام أكياس الزراعة في زرع مجموعة كبيرة من المحاصيل. وبالحديث عن الأشخاص الكثر الذين يقيمون في شقق بدون حدائق أو يمتلكون حدائق صغيرة جدًا، فإنهم سيضعون هذه الأكياس في الشرفة أو قطاع ضيق من الأرض. هذا بالإضافة إلى وجود أنواع متعددة من الأكياس المعلقة المتوفرة للزراعة؛ مما يزيد مساحة المنطقة المتاحة للزراعة. والأكياس نفسها مصنوعة من مجموعة متنوعة من المواد، بما فيها قماش القنب والنسيج الحاجز للأعشاب والبوليستر، وتتميز كلها بخصائص شبه مسامية بحيث تستطيع التربة تصريف الماء كما ينبغي. وقد صاغ مصطلح «الزراعة الكيسية» (Bagriculture) مسؤول الترفيه وعالم الآثار الهاوي رودي زابا مارتينيز (Rudy Zappa Martinez) من لوس أنجلوس عام 1998 ليصف هذا النوع من الزراعة.
لقد دفع إدراك ظاهرة الانحلال البيئي داخل المدن من خلال إعادة نقل الموارد لتلبية احتياجات سكان الحضر إلى تنفيذ مشروعات زراعة حضرية مختلفة في الدول النامية والمتقدمة. ومن النماذج التاريخية، مثل ماتشو بيتشو إلى تصاميم مزارع المدينة المنتجة الجديدة، تتميز فكرة الزراعة في المدينة أو في محيطها بالعديد من الخصائص.

## معلومات تاريخية
كانت تُستخدم فضلات المجتمع في مصر القديمة كسماد للزراعة الحضرية. وفي مدينة ماتشو بيتشو، كان يتم استبقاء الماء وإعادة استخدامه كجزء من المعمار المدرج في المدينة، وكانت تُصمم أحواض الخضراوات بطريقة تجعلها تجمع أشعة الشمس من أجل إطالة موسم النمو. وظهرت حصص الحدائق في ألمانيا في أوائل القرن التاسع عشر نتيجة انتشار الفقر وانعدام الأمن الغذائي. وقد نبتت حدائق النصر خلال الحرب العالمية الأولى والثانية، وكانت حدائق فواكه وخضراوات وأعشاب في الولايات المتحدة وكندا والمملكة المتحدة. وبذل هذا الجهد مواطنون عاديون بهدف تقليل الضغط على إنتاج الغذاء الذي كان مفترضًا أن يدعم جهود الحرب. وكانت بستنة حدائق المجتمع في معظم المجتمعات متاحة للعامة وتوفر للمواطنين مكانًا لزراعة النباتات بهدف الغذاء أو الترفيه. ومن برامج بستنة حدائق المجتمع الناجحة حدائق المجتمع «بي باتش» (P-Patch) في سياتل. وكانت حركة الزراعة المعمرة المحلية مؤثرة للغاية في نهضة الزراعة الحضرية على مستوى العالم.
إن فكرة إنتاج طعام إضافي خارج إطار عمليات الزراعة الريفية والواردات من المناطق النائية ليست جديدة وقد طُبقت هذه الفكرة في أوقات الحروب والكساد العظيم عندما ظهرت مشكلات نقص الغذاء. ومنذ عام 1893، طُلب من مواطني مدينة ديترويت التي ضربها الكساد استخدام أية أراضٍ خالية لزراعة الخضراوات. وقد أطلق العمدة هيزن إس بنجري (Haze S. Pingree)، الذي ابتكر الفكرة، على هذه الأراضي اسم «حدائق بطاطس بنجري» (Pingree's Potato Patches). وكان يهدف من هذه الحدائق إدرار الدخل وتوفير المواد التموينية وحتى تعزيز الاعتماد على الذات في أوقات الشدة. وخلال الحرب العالمية الأولى، دعى الرئيس وودرو ويلسون (Woodrow Wilson) جميع المواطنين الأمريكيين للاستفادة من أي مساحات مكشوفة متوفرة لزراعة الغذاء؛ حيث كان يرى أنها طريقة مناسبة لإخراجهم من وضع مدمر محتمل. ونتيجة استنزاف الحرب لمعظم دول أوروبا، فقد كانت غير قادرة على إنتاج مواد تموينية كافية لشحنها إلى الولايات المتحدة، ولذا، كان لا بد من اللجوء لخطة جديدة بهدف توفير الغذاء للولايات المتحدة وحتى إرسال الفائض لدول أخرى محتاجة. وبحلول عام 1919، كان هناك أكثر من 5 ملايين قطعة أرض تزرع الغذاء وتم جني أكثر من 500 مليون رطل من المحصول. وتم اتباع طريقة مماثلة للغاية خلال فترة الكساد العظيم والتي نجحت في توفير هدف ووظيفة وغذاء لهؤلاء الذين كانوا سيُتركون دون شيء خلال مثل هذه الأوقات الصعبة. وقد ساعدت هذه الجهود في هذه الحالة في رفع الروح المعنوية لأفراد المجتمع، بالإضافة إلى تعزيز النمو الاقتصادي. وتم إنتاج غذاء بقيمة تزيد عن 2.8 مليون دولار من حدائق الكفاف خلال فترة الكساد. وبحلول الحرب العالمية الثانية، بدأت إدارة الحرب/الغذاء (War/Food Administration) برنامج حديقة النصر الوطنية الذي بادر بإقامة زراعة فعالة نظاميًا داخل المدن. ومع دخول هذه الخطة الجديدة موضع التنفيذ، شارك حوالي 5.5 ملايين أمريكي في حركة حدائق النصر وتمت زراعة أكثر من 9 ملايين رطل من الفاكهة والخضراوات في العام؛ وهو ما بلغ حوالي 44% من المحصول المزروع في أمريكا طوال تلك المدة. ويمكن أن تصبح الزراعة الحضرية في الوقت الحالي وسيلة تساعد كلاً من الدول النامية والمتقدمة، وذلك إذا ما وضعنا في الاعتبار النجاح الذي حققته في الماضي والتكنولوجيا الحديثة المتوفرة حاليًا.

## حقائق
- يعيش 50% من سكان العالم في المدن.[8]

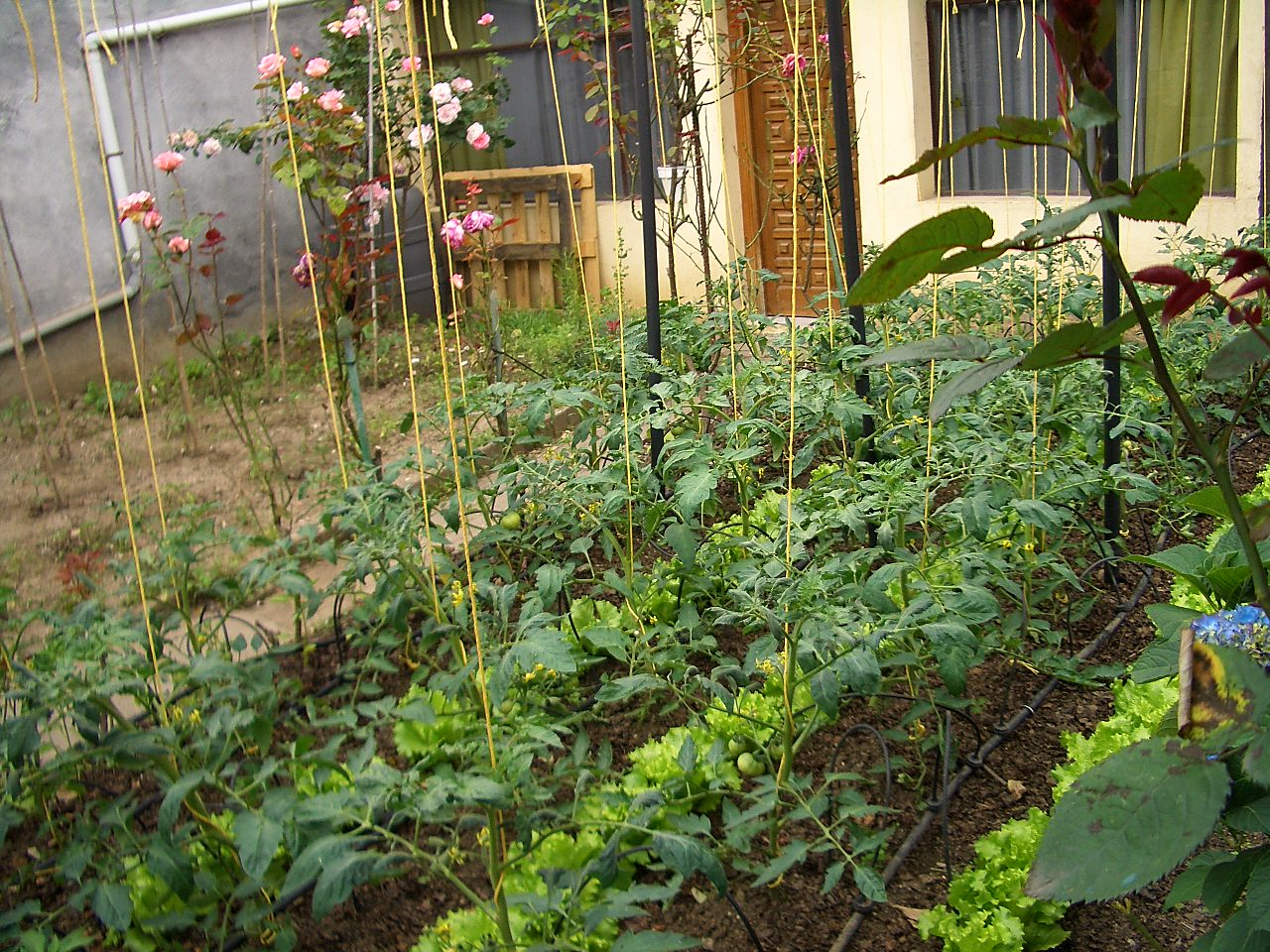
حديقة زهور وخضراوات أمامية مرتبة في بلدية أريتشافاليتا، إقليم الباسك

- يعمل 800 مليون شخص في الزراعة الحضرية على مستوى العالم ويسهمون في إطعام سكان الحضر.[9]
- ينفق سكان الحضر محدودو الدخل ما بين 40% و60% من دخلهم على الغذاء سنويًا.[10]
- بحلول عام 2015، من المتوقع أن يبلغ تعداد سكان حوالي 26 مدينة في العالم 10 ملايين نسمة أو أكثر. ولتوفير الطعام لمدينة بهذا الحجم، لا بد من استيراد 6,600 طن من الغذاء على الأقل يوميًا.[11]
- يعيش 250 مليون شخص جائع في العالم في المدن[12]

## وجهات النظر

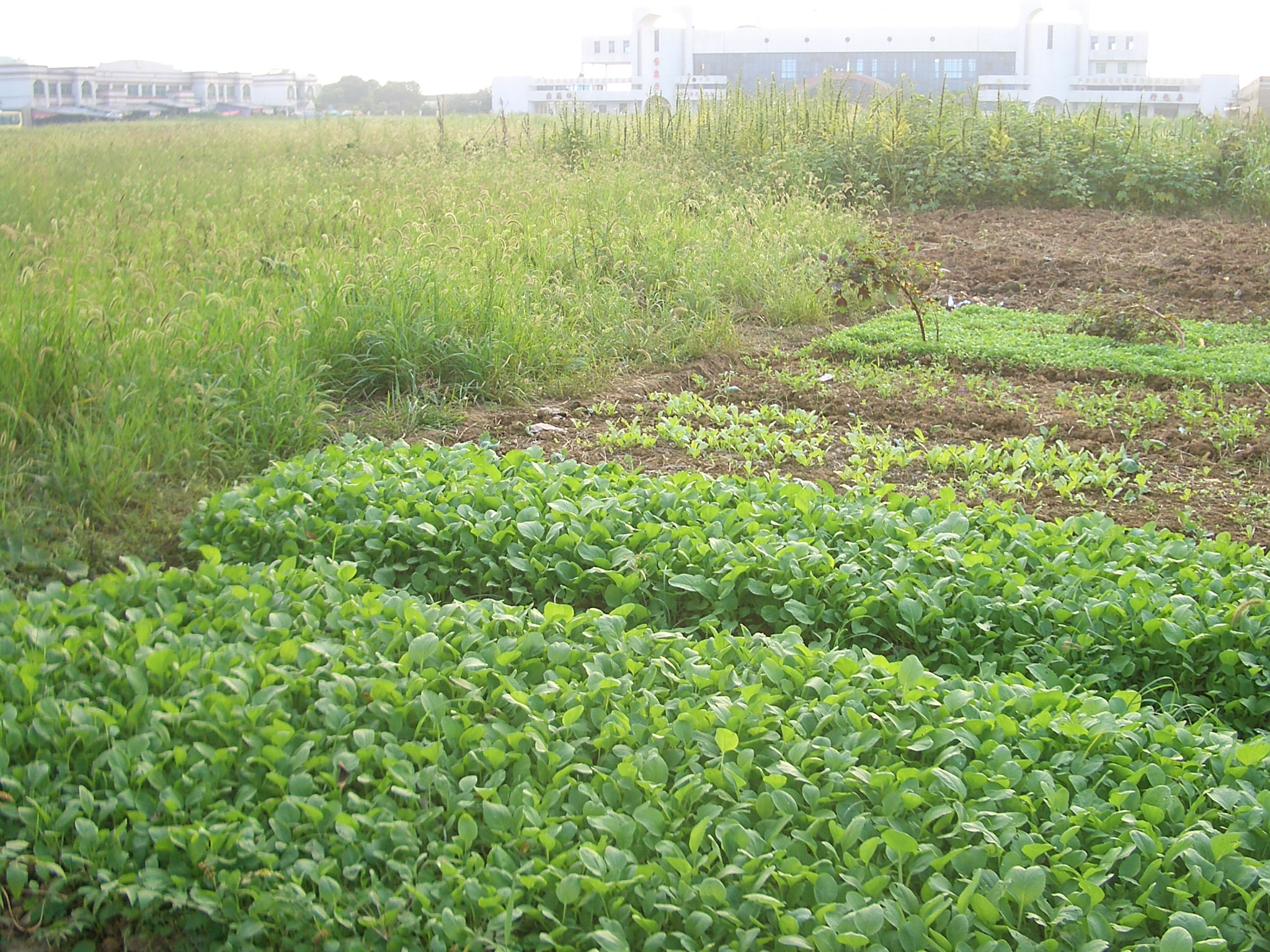
حديقة خضراوات في الميدان أمام محطة القطار في مدينة ايتشو، الصين

### الموارد والاقتصاد
عرّفت منظمة الأغذية والزراعة للأمم المتحدة (الفاو) الزراعة الحضرية بأنها:

قطاع يعني بإنتاج الغذاء والوقود وتجهيزهما وتسويقهما، في الغالب تلبيةً للاحتياجات اليومية للمستهلكين داخل البلدة أو المدينة أو العاصمة، والذي يكون على أراضٍ ومصادر مياه متفرقة في أنحاء المنطقة الحضرية وشبه الحضرية، وتستعين بأساليب إنتاج كثيف، وتستخدم الموارد الطبيعية وفضلات المناطق الحضرية وتعيد استخدامهما لإنتاج محاصيل متنوعة وتربية الماشية.

إن تعريف الزراعة الحضرية على أنها قطاع يلبي الاحتياجات الغذائية لمدينة، من داخل المدينة نفسها، باستخدام موارد المدينة وإعادة استخدامها في حين أن الإقرار باستخدام الموارد والاقتصاد لا يتسق مع جوانب الصحة الإقليمية والأمن الغذائي ومتطلبات المنظمات الشعبية.
(يستند هذا التعريف على أبحاث لوك موجيوت (Luc Mougeot) في مركز بحوث التنمية الدولية واُستخدم في المطبوعات الفنية والتدريبية لبرنامج إدارة المناطق الحضرية التابع لبرنامج الأمم المتحدة للمستوطنات البشرية (UN-HABITAT) والبرنامج الخاص للأمن الغذائي التابع لمنظمة الأغذية والزراعة والمراكز الدولية للبحوث الزراعية، مثل مركز التعاون الدولي في البحوث الزراعية من أجل التنمية (CIRAD).)

### الجوانب البيئية
إن مركز العلوم الزراعية والتكنولوجيا (CAST) هو اتحاد دولي للجمعيات العلمية والمهنية مقره في مدينة أميس بولاية آيوا يقوم بجمع معلومات موثوقة مستندة إلى حقائق علمية ونقلها لصانعي السياسات والإعلام والقطاع الخاص ومجموع المواطنين. ويعرّف مركز العلوم الزراعية والتكنولوجيا الزراعة الحضرية على أنها تشمل جوانب من الصحة البيئية والمعالجة والترفيه:

الزراعة الحضرية عبارة عن نظام معقد يتضمن سلسلة اهتمامات، من أنشطة تقليدية أساسية مرتبطة بالإنتاج والتجهيز والتسويق والتوزيع والاستهلاك إلى العديد من المزايا والخدمات الأخرى التي لا تحظى باعتراف وتوثيق على نطاق واسع. وتتضمن التسلية والترفيه والانتعاش الاقتصادي والقيام بمشروعات تجارية وصحة ورفاهية الفرد وصحة ورفاهية المجتمع وتجميل المناظر الطبيعية والإصلاح البيئي والمعالجة.

تعد مبادرات التخطيط والتصميم الحديثة أكثر تجاوبًا مع نموذج الزراعة الحضرية هذا؛ حيث إنها تتناسب مع نطاق التصميم المستدام الحالي. ويتيح التعريف المجال للعديد من التفسيرات عبر الحضارات والأزمان. وكثيرًا ما تكون التفسيرات مرتبطة باتخاذ قرارات سياسية لبناء مدن مستدامة.

### الأمن الغذائي
يمثل الوصول إلى الطعام المغذي وجهة نظر أخرى في الجهود المبذولة لجعل إنتاج الطعام وتربية الماشية في المدن. ومع التدفق العارم لسكان العالم إلى المناطق الحضرية، فقد ازدادت الحاجة لتوفير غذاء طازج وآمن. ويُعرّف ائتلاف الأمن الغذائي في المجتمع (CFSC) الأمن الغذائي على أنه:

إتاحة حصول جميع أفراد المجتمع على غذاء كافٍ وملائم غذائيًا ومقبول ثقافيًا من خلال مصادر محلية وغير طارئة في كل الأوقات.

## الآثار

### الاقتصادية
- تسهم الزراعة الحضرية وشبه الحضرية (UPA) في توسيع القاعدة الاقتصادية للمدينة من خلال إنتاج منتجات استهلاكية وتجهيزها وتعبئتها وتسويقها. وينتج عن هذا زيادة في أنشطة ريادة الأعمال وخلق فرص عمل، بالإضافة إلى زيادة انخفاض تكاليف الغذاء والمنتجات ذات الجودة الأفضل.[17]
- توفر الزراعة الحضرية وشبه الحضرية وظائف لسكان الحضر ودخلاً وغذاء، وجميعها تسهم في تخفيف انعدام الأمن الغذائي المزمن والطارئ. ويشير انعدام الأمن الغذائي المزمن إلى نقص الطعام المتاح وزيادة الفقر الحضري، بينما يرتبط انعدام الأمن الغذائي الطارئ بحدوث انهيارات في سلسلة توزيع الغذاء. وتؤدي الزراعة الحضرية وشبه الحضرية دورًا مهمًا في زيادة توفير الغذاء وفي تقديم الإمدادات الغذائية الطارئة.[18] وقد أشارت الأبحاث التي أُجريت على القيم السوقية للمحاصيل التي تمت زراعتها في الحدائق الحضرية إلى أن متوسط قيمة ناتج المزارع المجتمعية يتراوح بين 200 و500 دولار (أمريكي، القيمة معدلة بسبب التضخم).[19] وفي برنامج بستنة مجتمعية ناجح مثل برنامج بي باتش في سياتل، يمكن أن تصل هذه القيمة إلى 1.25 مليون دولار من المحصول المزروع سنويًا.

### الاجتماعية

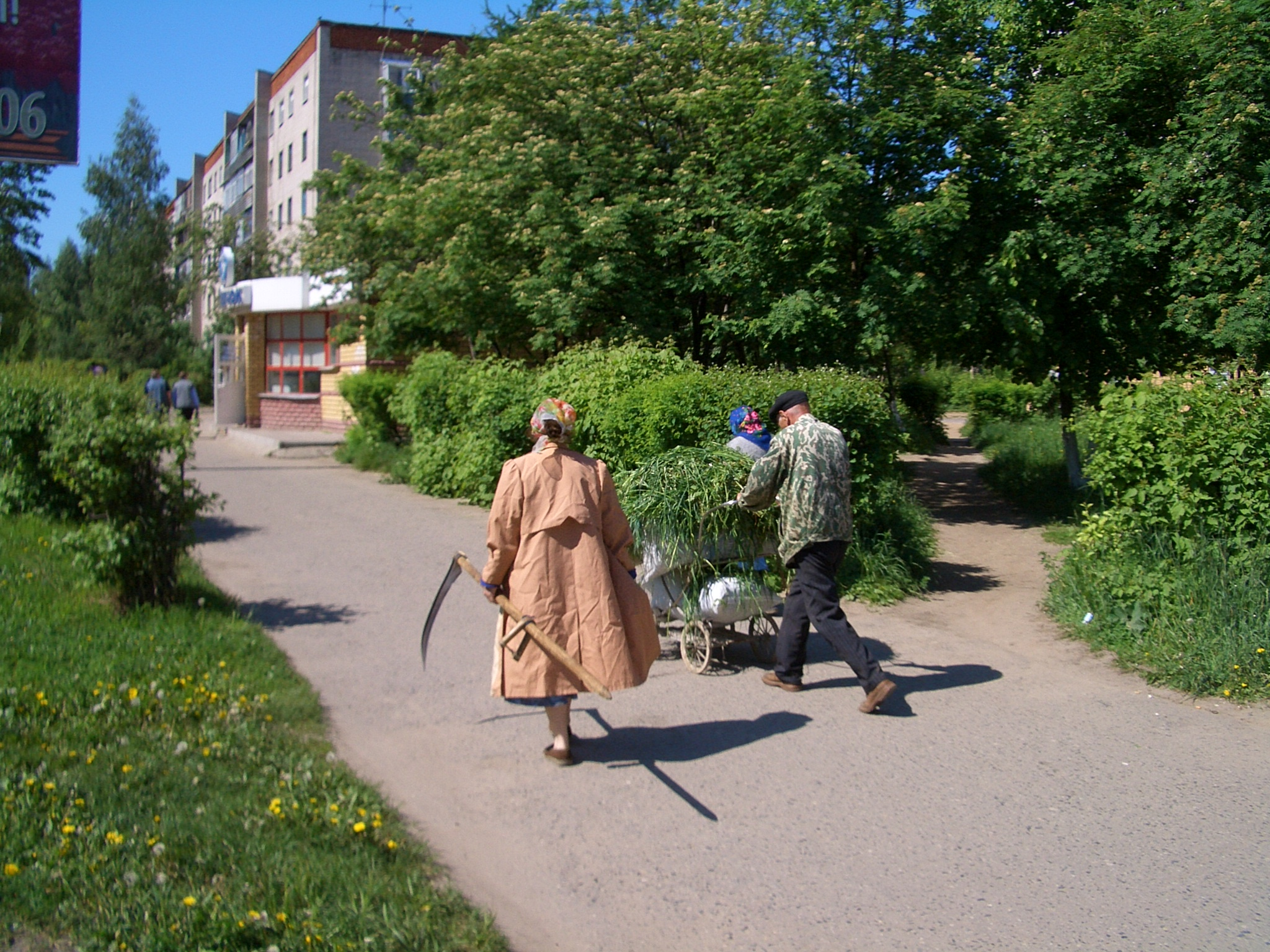
يمكن دمج متطلبات تنسيق الحدائق الحضرية مع متطلبات مربيي الماشية في الضواحي. (مدينة كستوفو، روسيا)

إن المنافع الاجتماعية الناشئة عن ممارسات الزراعة الحضرية هي؛ تحسين الصحة والتغذية وزيادة الدخل وتوفير فرص عمل وأمن غذائي داخل الأسرة وحياة اجتماعية داخل المجتمع. ويمكن اعتبار الزراعة الحضرية وشبه الحضرية وسيلة لتحسين مستوى معيشة الأفراد الذين يقيمون في المدن والمناطق المحيطة بها. ويُنظر إلى المشاركة في مثل هذه الأنشطة غالبًا على أنها نشاط غير رسمي، ولكن في العديد من المدن حيث يمثل الحصول على الغذاء غير الملائم وغير المعتمد عليه وغير المنتظم مشكلة متكررة الحدوث، فقد كانت الزراعة الحضرية رد فعل إيجابيًا للتعامل مع المخاوف المتعلقة بالغذاء. وتستفيد الأسر والمجتمعات الصغيرة من الأراضي الخالية، كما أنها لا تسهم فقط في توفير الاحتياجات الغذائية لأسرها، ولكنها تلبي أيضًا احتياجات المدينة المقيمين فيها. وقد ذكر ائتلاف الأمن الغذائي في المجتمع أن:

البستنة المجتمعية والمنزلية، بالإضافة إلى الزراعة على نطاق ضيق، توفر الدولارات التي تنفقها الأسر على الغذاء. وتشجع هذه الأسر على التغذية وتوفر النقود لإنفاقها على الأطعمة غير المزروعة في الحدائق وغيرها من البضائع.

يتيح هذا للعائلات زيادة الدخل من خلال بيع المحاصيل لبائعي الخضراوات المحليين أو الأسواق المفتوحة المحلية، بينما يمدون أسرهم بالتغذية المناسبة من المحاصيل المغذية والطازجة.
قد تكون بعض المزارع الحضرية المجتمعية فعالة جدًا وتساعد النساء على إيجاد عمل، وهن اللاتي يتعرضن في بعض الحالات للتهميش فيما يتعلق بالعثور على وظائف في الاقتصاد الرسمي. وأظهرت الدراسات أن مشاركة النساء تجعل معدلات الإنتاج أعلى، ومن ثم، إنتاج كمية الغذاء الكافية لاستهلاك الأسرة وتوفير المزيد للبيع في الأسواق.
بناءً على حقيقة أن معظم أنشطة الزراعة الحضرية تتم على أرض بلدية خالية، فقد كانت هناك مخاوف متزايدة بشأن تخصيص الأراضي وحقوق الملكية. وقام مركز أبحاث التنمية الدولية ومنظمة الفاو بنشر إرشادات عن سياسات البلدية حول الزراعة الحضرية، وتعمل الهيئتان بالتعاون مع الحكومات المحلية لوضع إجراءات سياسيات ناجحة يمكن دمجها في التخطيط الحضري. وسيتم إدراج الزراعة الحضرية في الخطط المحلية، كما أن الاستخدام المناسب للأرض سيستمر في مساعدة المجتمعات الفقيرة على الحصول على المزيد من الرفاهية في أثناء محاربة الفقر في المدن.
يسهم الإنتاج الموضعي للغذاء في المناطق الحضرية وشبه الحضرية في الاقتصاديات المحلية عن طريق خلق فرص عمل وإنتاج منتجات قيمة. ويشير بعض الباحثين إلى أن عدد السكان العاطلين عن العمل في المدن والضواحي سينخفض إذا استغلتهم حركات إنتاج الغذاء المحلية في العمل. وقد أدركت المدارس مزايا إنتاج الغذاء محليًا، ولذا بدأت في إدخال أقسام زراعية في مناهجها الدراسية وتقديمها على أنها فرصة عمل. وبدأت مشروعات الزراعة الحضرية بالفعل في فتح سوق عمل جديدة في مناطق تأثرت سلبيًا بوظائف التعهيد الصناعية.

### كفاءة استخدام الطاقة

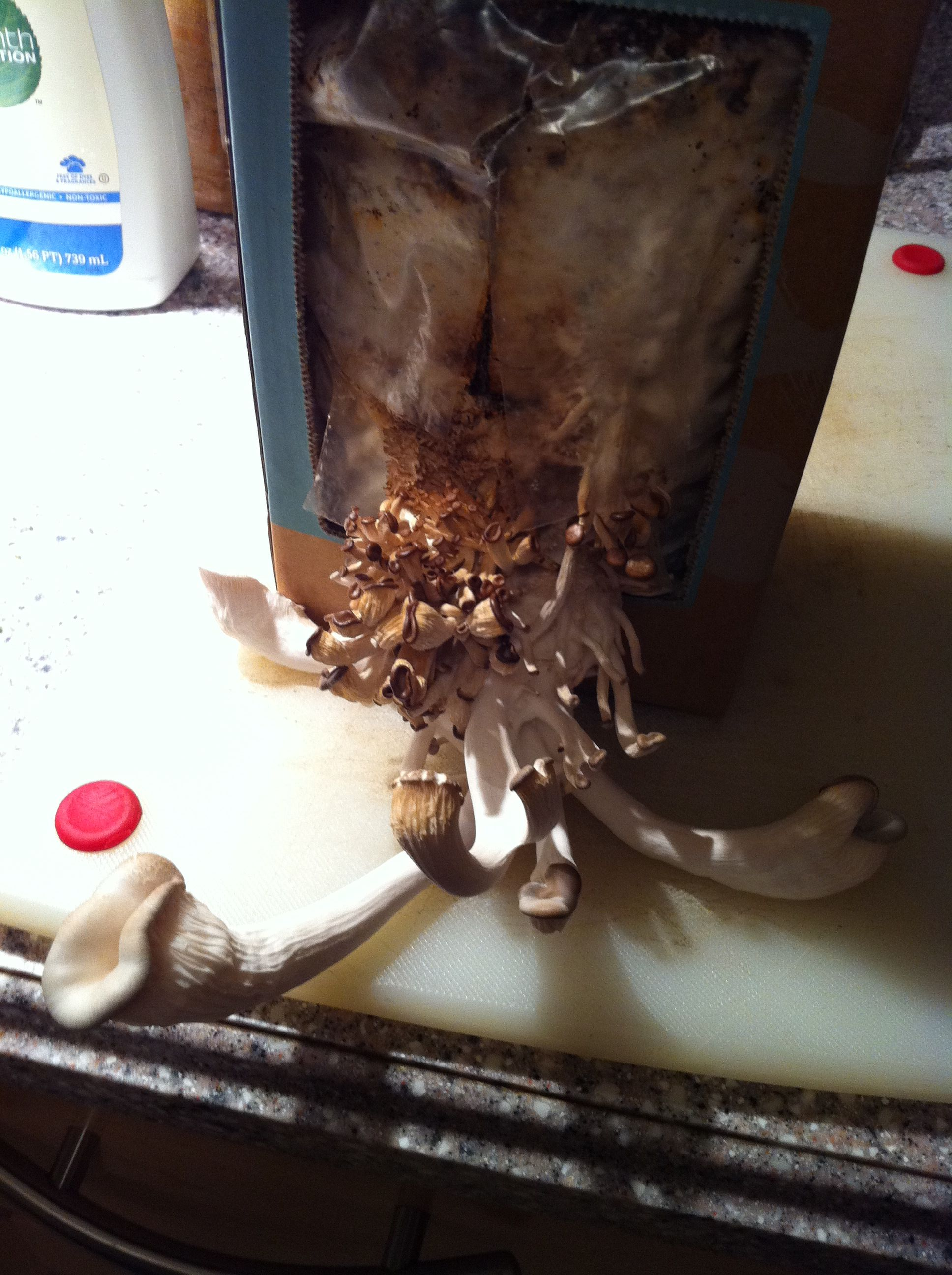
فطر محار صالح للأكل ينمو في شقة في سان فرانسيسكو من تفل قهوة مستخدم

يعد نظام الزراعة الصناعية الحالي مسؤولاً عن تكاليف الطاقة المرتفعة التي تُنفق في نقل المواد الغذائية. ذلك أن المنتج الزراعي التقليدي العادي يُنقل مسافة 1,500 ميل (2,400 كم)، ويستهلك، إذا تم شحنه بالمقطورة الجرار،100 باوند (45 كغم) من الوقود الحفري لكل 100 باوند (45 كغم). ويمكن تقليل كمية الطاقة المستخدمة في نقل الغذاء إذا تمكنت الزراعة الحضرية من إمداد المدن بالغذاء المزروع محليًا.

### جودة الغذاء
بالرغم من أن مذاق الغذاء المزروع محليًا يختلف من شخص لآخر، فقد ذكر العديد من المشاركين في حركة الزراعة الحضرية أنهم يفضلون مذاق المنتجات الزراعية المحلية أو الطعام العضوي عن المنتجات الغذائية الصناعية.[بحاجة لمصدر] علاوةً على ذلك، فإن الزراعة الحضرية تدعم إنتاج الغذاء الأكثر استدامة والذي يحاول تقليل استخدام مبيدات الآفات الضارة التي تنتج عن الجريان السطحي الزراعي. بالإضافة إلى عدم حاجة المزارعين المحليين والحضريين لاستخدام المواد الحافظة؛ حيث إن منتجاتهم لن تسافر مسافات طويلة. ويمثل تلوث التربة مشكلة محتملة في البيئات الحضرية، وخصوصًا التلوث بمادة الرصاص. وينبغي تحليل التربة، وإذا وجد بها رصاص، فإن زيادة الأس الهيدروجيني (pH) يمكن أن يخفف من حدة المشكلة. ويمكن أيضًا إزالة الرصاص عن طريق المعالجة النباتية بـ الخردل الهندي أو السبانخ.

### اقتصاد الحجم
باستخدام الزراعة الحضرية عالية الكثافة، كما هو الحال في المزارع الرأسية أو الدفيئات المكدسة، فإنه يمكن الحصول على العديد من المزايا البيئية على مستوى المدينة والذي لم يكن ممكنًا بغير ذلك. ولا تعمل هذه الأنظمة على توفير الغذاء فقط، ولكنها تقوم أيضًا بإنتاج مياه صالحة للشرب من مياه الفضلات، ويمكنها إعادة تدوير النفايات العضوية لتحولها إلى طاقة وعناصر غذائية. وفي الوقت نفسه، يمكنها تقليل مسافات نقل الغذاء إلى حد أدنى بينما توفر غذاءً طازجًا للمجتمعات الكبيرة في أي مناخ تقريبًا.

## عدم المساواة الصحية والعدل الغذائي
في عام 2009 انشئ تقرير من وزارة الزراعة الامريكيه يوضح أن «الأدلة كتيرة وواضحه كفاية انقر أن المواطنين الأمريكيين الذين يعيشون في مناطق ذو الدخل المحدود والأقليات يحصلون على الاكل الصحي بقله» ، وأن «عدم المساواة» في هذه الأحياء السكنية «تلعب دور في عدم المساواة في الحميات الغذائية وما ينتج عنها»، وما ينتج عنها يتضمن ذياده في الوزن بشكل مفرط وامراض السكري، واللذان أصبحا وباء منتشر في المناطق الحضاريه ذات الدخل المحدود في الولايات المتحدة الأمريكية. وبالرغم من أن طرق تعريف وتحديد ما يطلق عليه "الصحراء الغذائية" قد تعددت، أقرت الدراسات ان علي الاقل في الولايات المتحدة الأمريكية، هناك بعض الفوارق العرقية في بيئة الغذاء، ولذلك استخدام تعريف البيئة بانها: «المكان الذي يقوم فيه الناس بالعيش، العمل واللعب» تصبح عند إذ الفوارق العرقية هي مشكلة عدالة بيئة. وهذا يظهر بوضوح أكثر في المدن الأمريكية الداخليه حيث يوجد تاريخ من الممارسات العنصرية والتي ساعدت علي تطور الصحاري الغذائية في مناطق الدخل المحدود والأقليات في المناطق ذات الطابع الحضاري المعاصر. مشكله عدم المساواة متصلة بشكل تكميلي بمشكلة الحصول علي الغذاء والدواء (الصحة) لدرجة أن كل المساهمات الخاصة بمجالي الإنماء الزراعي والعدالة اتغذت مهمة «تفكيك العنصرية» كجزء مكمل لإنشاء الأمن الغذائي
و لن تقوم طرق الزراعة المعاصرة فقط بتوفير طعام صحي، وطازج، بل وأيضا تساهم في الإحساس بالمجتمع وتحسين المظهر الجمالي ودعم الأقليات والحكم الذاتي وأيضا حفظ الثقافات عن طريق استخدام طرق الزراعة والحبوب المحفوظة في مناطقها الاصليه

## التنفيذ
إن تأسيس بنية تحتية قائمة على المجتمع للزراعة الحضرية يعني إنشاء أنظمة محلية لزراعة الغذاء وتجهيزه ونقله من المزارع (المُنتِج) إلى المستهلك.
لتسهيل إنتاج الغذاء، أسست المدن مشروعات زراعية قائمة على المجتمع. وحظت بعض المشروعات بتأييد جماعي للاعتناء بمزارع مجتمعية على أرض عامة، والتي تشبه إلى حد كبير متنزه بوسطن كومون (Boston Common) الذي يرجع إلى القرن الثامن عشر. ومن أمثلة هذه المزارع المجتمعية مزرعة كولينج وود للأطفال (Collingwood Children's Farm) في مدينة ملبورن، أستراليا. وتستخدم مشروعات الحدائق المجتمعية الأخرى نموذج حصة الحديقة، حيث يعتني عمال الحدائق بقطع أراضٍ فردية في منطقة زراعة كبيرة، وكثيرًا ما يشتركون في استخدام مخزن أدوات الحديقة والمرافق الأخرى. جدير بالذكر أن حدائق بي باتش في سياتل تستخدم هذا النموذج، كما فعلت مزرعة ساوث سنترال (South Central Farm) في لوس أنجلوس. ويقوم عمال الحدائق الحضريون المستقلون كذلك بزراعة الغذاء في حدائق مستقلة وعلى الأسطح. وتسعى مشروعات المشاركة في الحديقة إلى تشكيل مجموعات ثنائية من المزارعين في الأرض، والتي تكون عادةً حديقة في منزل. وتتيح حدائق الأسطح لسكان الحضر الحفاظ على مساحات خضراء في المدينة دون الحاجة لتخصيص قطعة أرض فضاء. ويتزايد عدد المشروعات على مستوى العالم التي تهدف إلى تمكين المدن من أن تصبح «مناطق ذات مناظر طبيعية منتجة باستمرار» عن طريق الزراعة المرتبطة بشبكات للأراضي الخالية في الحضر وحدائق المطابخ المؤقتة أو الدائمة.
تمت ملاءمة عملية التصنيع الغذائي على مستوى المجتمع من خلال تمركز الموارد في مخازن أدوات الحديقة ومرافق التصنيع التابعة للمجتمع ليتشارك المزارعون في استخدامها. يمتلك برنامج موارد الحدائق (Garden Resource Program) التعاوني والذي مقره في مدينة ديترويت مجموعة من بنوك الأدوات. وتنتشر في مناطق مختلفة من المدينة بنوك الأدوات حيث يمكن مشاركة موارد، مثل المعدات والأسمدة العضوية والملش وأوتاد أشجار الطماطم والبذور والتوعية وتوزيعها على عمال الحدائق في تلك المجموعة. ويعمل برنامج موارد الحدائق التعاوني في ديترويت على تعزيز مجتمع بستنة الحدائق من خلال توفير غرسات منقولة لأعضاء البرنامج والتوعية عن البستنة وخطة العمل ومشكلات الغذاء، وكذلك مد جسور التواصل بين عمال الحدائق من خلال مجموعات العمل وولائم الطعام والجولات والرحلات الميدانية وتجمعات أيام العمل.
توفر أسواق المزارعين، مثل سوق المزارعين في لوس أنجلوس، أرضًا عامة حيث يستطيع المزارعون بيع منتجاتهم للمستهلكين. وتفتح المدن الكبيرة أسواق مزارعيها في عطلات نهاية الأسبوع ويوم واحد وسط الأسبوع. على سبيل المثال، يفتح سوق المزارعين بوليفارد ريتشارد لينوار في باريس، فرنسا أيام الأحد والخميس. ولكن، حتى يعتمد المستهلك على الزراعة الحضرية وتقديم إنتاج الغذاء المحلي كوظيفة دائمة للمزارعين، سيتعين على الأسواق عرض منتجاتها للبيع بصورة منتظمة. وبناءً عليه، فإن سوق المزارعين في لوس أنجلوس مفتوح سبعة أيام في الأسبوع وتواصل من خلاله عدد من بائعي الخضراوات المحليين لتوفير منتجات غذائية مختلفة. ويمثل الموقع المركزي للسوق في وسط مدينة لوس أنجلوس نقطة التفاعل المثالية لمجموعة متنوعة من البائعين للوصول إلى المستهلكين.

### القاهرة، مصر
حاليًا في مصر، عمل الانفجار السكاني والاتجاه إلى البناء على الأراضي الزراعية على تقليل موارد الأسر في المدن وفرص حصولها على منتجات غذائية صحية. ومع بعض المجهود والقليل من النقود، يمكن أن تسهم زراعة أسطح المنازل في تحسين جودة حياة الأسر وتوفير الغذاء الصحي لهم وزيادة دخلهم، هذا فضلاً عن دورها البيئي والجمالي. وبالرغم من أن فكرة زراعة أسطح المنازل ليست جديدة، فلم يتم البدء في تنفيذها في مصر إلا مؤخرًا. في أوائل التسعينيات وفي جامعة عين شمس، أطلق مجموعة من أساتذة الزراعة مبادرة لزراعة خضراوات عضوية لتلبية احتياجات المدن المصرية المكتظة بالسكان. وطُبقت المبادرة على نطاق صغير، إلى أن تبنتها منظمة الأغذية والزراعة (الفاو) رسميًا في عام 2001.

### هافانا، كوبا
نظرًا لنقص الطاقة، ومن ثم، النقص الحاد في قطاع النقل، فإن نسبة متزايدة من الإنتاج الزراعي تتم فيما يُعرف باسم الزراعة الحضرية. في عام 2002، أنتج 35,000 آكر (14,000 ha) من الحدائق الحضرية 3,400,000 short tons (3,100,000 t) من الغذاء. وفي هافانا، 90% من المحصول الطازج للمدينة ينمو في المزارع والحدائق الحضرية المحلية. وفي عام 2003، عمل أكثر من 200000 كوبي في توسيع نطاق قطاع الزراعة الحضرية.

### مومباي، الهند
أدى التطور الاقتصادي في مومباي إلى نمو سكاني ناتج في الأساس عن هجرة العمالة من مناطق أخرى في البلد. وزاد عدد المقيمين في المدينة اثني عشر ضعفًا خلال القرن الماضي. مومباي الكبرى، المكونة من جزيرة المدينة وجزيرة سالسيت، هي أكبر مدينة في الهند ويبلغ تعداد سكانها 16.4 مليون نسمة، وفقًا لبيانات التعداد السكاني لعام 2001. وتعد مدينة مومباي واحدة من أكثر مدن العالم اكتظاظًا بالسكان حيث يعيش 48215 نسمة في كل متر مربع و16082 نسمة في كل متر مربع في مناطق الضواحي. وفي هذا الوضع، يبدو من غير المحتمل تطبيق الزراعة الحضرية؛ حيث إنها ستدخل حتمًا في منافسة مع المطورين العقاريين للوصول إلى الأراضي الخالية واستخدامها. ومن ثم، فقد ظهرت طرق بديلة للزراعة نتيجة لندرة الأرض والمياه والموارد الاقتصادية المستخدمة في الزراعة الحضرية وشبه الحضرية.
إن أساليب الزراعة في المدن التي وضعها الدكتور دوشي (Doshi) ثورية لأنها مناسبة لتطبيقها في الأماكن الصغيرة، مثل الشرفات والبلكونات، وحتى على جدران المباني المدنية، ولأنها أيضًا لا تتطلب استثمارات رأسمالية كبيرة أو ساعات عمل طويلة. ويتميز عمله الزراعي بأنه عضوي خالص وموجه في الأساس للاستهلاك المنزلي. وتتكون أدوات البستنة من مواد متوفرة في البيئة المحلية: مخلفات قصب السكر وأكياس بلاستيك وإطارات وحاويات وأسطوانات وتربة. يتم ملء الحاويات والأكياس (المفتوحة من كلا الطرفين) بجذوع قصب السكر والسماد العضوي والتربة الزراعية؛ وهو ما يجعل استخدام كمية أقل من الماء ممكنًا مقارنة بالحقول المفتوحة. وقد ذكر الدكتور دوشي أن الطاقة الشمسية يمكن أن تحل محل التربة في المدن. بالإضافة إلى أنه يوصي بفكرة الزرع المتسلسل أو زراعة النباتات على فترات منتظمة وبكميات صغيرة بدلاً من زراعتها مرة واحدة وبكميات كبيرة. وقد زرع أنواعًا مختلفة من الفواكه، مثل المانجو والتين والجوافة والموز وأعواد قصب السكر في شرفته التي تبلغ مساحتها 1,200 sq ft (110 م2) في ضاحية باندرا. ويستخدم مفهوم زراعة المدينة الذي وضعه الدكتور دوشي جميع الفضلات العضوية للمنزل. وبالتالي، فإنه جعل الأسرة مكتفية ذاتيًا فيما يتعلق بالاحتياجات الغذائية: يُنتج 5 كيلو غرام (11 باوند) من الفواكه والخضراوات يوميًا على مدى 300 يوم في السنة.
كانت الأهداف الرئيسية لمشروع ريادي في مزرعة مدينة بمدرسة روزاري الثانوية بطريق دوكيارد هي تعزيز الدعم الاقتصادي لأطفال الشوارع وتجميل منظر المدينة وتوفير غذاء عضوي مزروع محليًا لساكني الحضر (في الأساس لهؤلاء الذين يسكنون في أحياء فقيرة) ومعالجة الفضلات العضوية في مدينة مستدامة. وتم تنفيذ المشروع في مدرسة روزاري بمدينة مومباي بمشاركة أطفال الشوارع خلال عام 2004. وتم إنشاء مزرعة مدينة في منطقة مصطبة مساحتها 400 sq ft (37 م2). وتدرب المشاركون على أساليب الزراعة الحضرية. ونجحت المزرعة في إنتاج خضراوات وفاكهة وزهور. ونشرت الفكرة مفهوم مزرعة المدينة في مدارس أخرى في المدينة.
يقوم المطبخ الرئيسي في هيئة ميناء مومباي (MBPT) بتوزيع طعام على حوالي 3000 موظف يوميًا، وهو ما يُنتج كميات كبيرة من الفضلات العضوية. وتقوم حديقة في الشرفة أقامها موظفو المطبخ بإعادة تدوير تسعين في المئة من هذه الفضلات واستخدامها في إنتاج الخضراوات والفاكهة. يوضح بريتي باتيل (Preeti Patil)، مسؤول التموين في هيئة ميناء مومباي، الغرض من المشروع قائلاً:

أقامت هيئة ميناء مومباي مزرعة عضوية في شرفة مطبخها الرئيسي، وهي منطقة تبلغ مساحتها 3,000 sq ft (280 م2) تقريبًا. وقد بدأ نشاط زراعة المدينة في الأساس للتخلص من الفضلات العضوية للمطبخ بطريقة صديقة للبيئة. ويتوجه موظفو المطبخ، بعد انتهاء عملهم اليومي في المطبخ، إلى الحديقة التي تضم حوالي 150 نوعًا من النباتات.

### بانكوك، تايلاند
في أوائل عام 2000، تم البدء في إقامة الحدائق الحضرية تحت إدارة المنظمات غير الحكومية (NGO) ومعهد البيئة التايلاندي (TEI) للمساعدة في تحقيق أولوية إدارات بانكوك الحضرية (BMA) لتخضير تايلاند. ومع بلوغ عدد سكانها 12 مليون نسمة و39% من أراضي المدينة خالية بسبب التوسع السريع في فترة الستينيات إلى الثمانينيات من القرن العشرين، تعتبر بانكوك قاعدة اختبار للحدائق الحضرية المرتكزة على المشاركة المجتمعية. وتقع الحديقتان الحضريتان اللتان أنشأهما معهد البيئة التايلاندي في محافظتي بانكوك نوي وبانكابي وكانت المهام الرئيسية المطلوبة هي:
- توعية أفراد المجتمعات بفوائد المساحة الخضراء في المدينة.
- وضع الإطار الاجتماعي لتخطيط المساحة الخضراء في المدينة وتنفيذه والحفاظ عليه.
- ابتكار أسلوب معالجة لموازنة متطلبات المجتمع مع متطلبات المخاوف البيئية الأكبر.

بينما تعد أهداف المنظمات غير الحكومية ذات أهمية في سياق عالمي، فإن أهداف المجتمع تتحقق من خلال تأسيس الحدائق الحضرية نفسها. ومن هذا المنطلق، فإن ابتكار الحدائق الحضرية وتنفيذها والحفاظ عليها تحدده بدرجة كبيرة رغبات المجتمعات المشاركة. ومع ذلك، فإن المعايير التي يستخدمها معهد البيئة التايلاندي لقياس نجاحه يسلط الضوء على مقدار المنافع العائدة على المجتمع الذي يمارس الزراعة الحضرية. كانت مؤشرات نجاح معهد البيئة التايلاندي:
- وضع خطة لزراعة الحضر
- بناء القدرات المجتمعية
- مكافحة الفقر
- التواصل مع الحكومة
- تطوير نموذج للمجتمعات الأخرى

كتب إيفان دي جي فريسر (Evan D.G. Fraser) في مقال «الإيكولوجيا الحضرية في بانكوك بتايلاند» (Urban Ecology in Bangkok Thailand) أنه بالرغم من انطلاق المشروع لتلبية المتطلبات البيئية للمدينة، إلا أنه سلط الضوء سريعًا على الآثار الجانبية الإيجابية للزراعة الحضرية:

بعدة طرق، أصبحت البيئة الحضرية مرآة تستطيع من خلالها المجتمعات إعادة تقييم علاقتها بالمدينة وتأثير التحضر في سياق عالمي وكيف يمكن لمجموعات صغيرة التحكم إلى حدٍ ما في شكل أحيائها السكنية.

### بكين، الصين
أدت زيادة مساحة اليابسة في مدينة بكين من 4,822 كيلومتر مربع في عام 1956 إلى 16,808 كيلومتر مربع في عام 1958 لزيادة تبني الزراعة شبه الحضرية. وتسببت «زراعة ضواحي المدن» في نجاح مدينة بكين نفسها في إنتاج أكثر من 70% من الغذاء غير الأساسي في ستينيات وسبعينيات القرن العشرين، والذي كان يتكون في الأساس من خضراوات وألبان. في الآونة الأخيرة، ومع تحقيق أمن غذائي نسبي في الصين، أدت الزراعة شبه الحضرية إلى إدخال تحسينات على جودة الغذاء المتاح، في مقابل الكميات المُنتجة. ومن أحدث تجارب الزراعة الحضرية «متنزه مظاهرة العلوم الزراعية الحديثة» (Modern Agricultural Science Demonstration Park) في مدينة شياوتانغشان.

### شينزين، الصين
اشتهرت المدن الصينية بخلط الأنشطة الزراعية في البيئة الحضرية. وقد أصبحت مدينة شينزين، التي كانت ذات يوم مجتمعًا زراعيًا صغيرًا، مدينة رئيسية سريعة النمو بسبب تحديد الحكومة الصينية لها كمنطقة صناعية مفتوحة. وقد جعل تعداد السكان الكبير والمتزايد في الصين الحكومة تتوجه إلى دعم الاكتفاء الذاتي للحضر في إنتاج الغذاء. وكان التركيب القروي لمدينة شينزين والأساليب المستدامة والتطورات الزراعية الجديدة التي بدأتها الحكومة مصممة إستراتيجيًا لإمداد هذه المدينة النامية بالغذاء.
تقع مزارع المدينة على بُعد حوالي 10 كيلومتر (6.2 ميل) من وسط المدينة بنظام مكون من مرحلتين. وتُنتج المرحلة الأولى التي يمكن الوصول إليها من وسط المدينة منتجات قابلة للتلف. وخارج هذه المزارع مباشرةً، تُزرع خضراوات أصلب، مثل البطاطس والجزر والبصل. ويسمح هذا النظام ببيع المحاصيل في أسواق المدينة بعد قطفها بساعات قليلة.
توجد طريقة رائعة أخرى مستخدمة في ممارسات الاستزراع المائي والزراعة الصينية؛ ألا وهي نظام حاجز التوت وبركة السمك (mulberry-dyke fish-pond system)، الذي يمثل استجابة لإعادة تدوير الفضلات وخصوبة التربة. ويمكن وصف هذا النظام كما يلي:

تُزرع أشجار التوت لتغذية ديدان الحرير وتتغذى الأسماك في البرك على فضلات الديدان. وتتغذى الأسماك أيضًا على فضلات الحيوانات الأخرى، مثل الخنازير والدواجن والجاموس. وفي المقابل، تتغذى الحيوانات على المحاصيل المسمّدة بالوحل المستخرج من البرك. إنه نظام معقد؛ حيث يتكون من دورة مستمرة من الماء والفضلات والغذاء...وبالتأكيد يمثل الإنسان جزءًا أساسيًا فيها.

مع النمو السكاني والتقدم الصناعي، تحاول المدينة تحقيق نمو زراعي محتمل عن طريق تجربة أساليب زراعية جديدة. مزرعة فونغ لاو تشي التجريبية (Fong Lau Chee Experimental Farm) في مدينة دونغقوان، حيث استعانت مقاطعة قوانغدونغ بتطورات زراعية جديدة في إنتاج فاكهة الليتشية. وتم تشييد هذه المزرعة مع وجود تطلعات لإنتاج كميات كبيرة وبجودة عالية من فاكهة الليتشية، وذلك بالمراقبة المستمرة للمحتوى السكري وبذور الفاكهة. ويسمح هذا البحث الذي أجرته جامعات زراعية محلية باستخدام أساليب جديدة مع طموحات بتلبية احتياجات المستهلكين في المدينة.
ومع ذلك، ونتيجة ارتفاع مستويات النمو الاقتصادي والتلوث، أصبحت بعض المزارع الحضرية مهددة بالفشل. وقد حاولت الحكومة التدخل وابتكار تطورات تكنولوجية جديدة في المجال الزراعي في سبيل تعزيز مستويات الزراعة الحضرية.
«تخطط المدينة لاستثمار 8.82 مليار ين في 39 مشروعًا زراعيًا، بما فيها قاعدة زراعية آمنة ومتنزه زراعي عالي التقنية وتصنيع المنتجات الزراعية وتوزيعها وزراعة الغابات والسياحة البيئية الزراعية، وهو ما سيضع الأساس لإقامة زراعة حضرية ذات خصائص نموذجية لمدينة شينزين» وبالتعاون مع هذا البرنامج، فمن المتوقع أن تتوسع المدينة في سوق الجملة لبيع محاصيل مزرعة بوجي.
وفقًا لمكتب البلدية للزراعة والغابات ومصائد الأسماك، فإن المدينة ستستثمر 600 مليون ين في المزارع المقامة حول المدينة مع التطلع لنجاح هذه المزارع في توفير «60 في المئة من منتجات اللحوم والخضراوات والمنتجات المائية لسوق شينزين».
ظهر اتجاه جديد نحو الزراعة الصديقة للبيئة والعضوية بسبب التلوث ومبيدات الآفات المستخدمة في الممارسات الزراعية. ويلزم على موردي الخضراوات اجتياز فحوصات معينة يجريها المكتب الزراعي في المدينة قبل بيعها على أنها «صديقة للبيئة».

### مدينة نيويورك، نيويورك
في مدينة نيويورك، يعاني الكثيرون من السكان محدودي الدخل من ارتفاع معدلات السمنة والسكري وقلة مصادر المنتجات الزراعية الطازجة والأراضي الفضاء المتاحة. كانت المدينة والجماعات غير الربحية المحلية توفر الأراضي والتدريب والتشجيع المالي، ولكن نبع الزخم لممارسة الزراعة الحضرية في الحقيقة من المزارعين الذين تطوعوا غالبًا بعد انتهاء يوم عملهم المعتاد.
استخدم بعض عمال الحدائق الحضرية مساحات خالية من الأراضي لتأسيس حديقة حضرية أو مجتمعية. ومع ذلك، فلا بد من اختبار مستويات التلوث العالية في تربة المدينة، وذلك بسبب عوادم السيارات وبقايا الإنشاءات القديمة. ولكن اكتشفت الدراسات أنه يمكن زراعة هذه التربة طالما ظلت مستويات الأس الهيدروجيني بها محايدة. وتمتلك المدينة أيضًا برنامج تسميد متاحًا لعمال الحدائق والمزارعين. وتقدم إحدى المجموعات، «اليد الخضراء» (GreenThumb)، شتلات مجانية. كما يقدم برنامج آخر، وهو مشروع مزارع المدينة (City Farms) الذي تديره منظمة «غذاء كافٍ للجميع» (Just Food)، دورات تدريبية عن كيفية زراعة الغذاء وبيعه.
توجد طريقتان إضافيتان للزراعة وهما الحدائق فوق أسطح المنازل والزراعة في الماء أو الزراعة (قليلة التربة). وقد نشرت صحيفة نيويورك تايمز (New York Times) مقالاً عن أول حديقة في مانهاتن تدمج الطريقتين في الزراعة.

### بومونا فالي، كاليفورنيا
تجاوبًا مع الكساد الذي وقع عام 2008، أطلق اتحاد من المؤسسات القائمة على المجتمع والمزارعين والمعاهد الأكاديمية في وادي بومونا بكاليفورنيا مبادرة الزراعة الحضرية في بومونا فالي. بومونا فالي عبارة عن منطقة تضم تسع مدن وتمتد على جانبي الحدود بين مقاطعة لوس أنجلوس ومقاطعة سان بيرناردينو وهي موطن حوالي مليون شخص. وفي المدن الست الواقعة في أقصى الجنوب (بومونا ومونت كلير وأونتاريو وفونتانا وتشينو وريالتو)، تقريبًا 60% من السكان أصولهم لاتينية و10% أصولهم إفريقية-أمريكية. ويبلغ إجمالي معدل الفقر في هذه المدن الست 17%. كما أن إجمالي البطالة فيها 14%.
بعد التصديق على اتفاقية التجارة الحرة لشمال أمريكا، غمرت الحبوب الرخيصة من الولايات المتحدة المكسيك؛ مما دفع المزارعين الفلاحين لترك أراضيهم. وهاجر الكثيرون إلى بومونا فالي وعملوا في صناعة البناء. ومع وقوع الكساد الاقتصادي في عام 2008، تدهورت صناعة البناء في المنطقة أيضًا. وكان من غير المحتمل أن تستعيد قوتها المعهودة بسبب نقص الماء الشديد في هذه المنطقة الصحراوية، بالإضافة إلى الضعف المستمر الذي عانى منه الاقتصاد المحلي.
كان هؤلاء المهاجرون مزارعين ممارسين للزراعة العضوية في الأراضي الجافة في بلدهم الأم لغياب البدائل؛ حيث إنه لم يكن متاحًا لهم الحصول على مبيدات الآفات والأسمدة النفطية. والآن، وجدوا أنفسهم على حدود مقاطعتين: مقاطعة لوس أنجلوس التي يبلغ تعداد سكانها 10 ملايين وتفتقر إلى الأراضي الزراعية تمامًا، ومقاطعة سان بيرناردينو التي تمتلك أسوأ السبل للحصول على غذاء صحي في الولاية. وفي كلتا المقاطعتين، يوجد طلب متزايد على المحاصيل العضوية المزروعة محليًا.
تجاوبًا مع هذه الظروف، عقدت منظمة «انكومون جود» (Uncommon Good)؛ وهي منظمة مجتمعية غير ربحية تعمل مع أسر المزارعين المهاجرين، منتدى أصبح اتحاد مزارعي الحضر (Urban Farmers Association). ويعد الاتحاد أول منظمة من نوعها للمزارعين المهاجرين الفقراء في بومونا فالي. وتهدف إلى توفير فرص لأعضائها لإعالة أنفسهم وأسرهم من خلال الزراعة الحضرية. ومنظمة انكومون جود هي عضو مؤسس لمبادرة الزراعة الحضرية في بومونا فالي (PVUAI).
تعمل مبادرة الزراعة الحضرية في بومونا فالي بالتعاون مع الكليات والجامعات الوطنية لملء استبيان تقييم الغذاء الذي تم إجراؤه في مدينة بومونا. وسيغطي الاستبيان الجديد منطقة بومونا فالي كلها. بالإضافة إلى أنها تتعاون مع الأكاديميين لدراسة الأسواق ونماذج الأعمال البديلة من أجل الزراعة الحضرية. وكذلك، تعمل مع المزارعين الحضريين المحليين لزيادة قدراتهم حتى يمكنهم الاستعانة بالمزيد من المزارعين وزيادة غلالهم. علاوةً على أنها تدرس نموذجًا تعليميًا حيث يمد المزارعون الحضريون برامج الغداء الخاصة بمناطق المدارس المحلية بالغذاء، وتعيد المدارس تدوير فضلات الطعام التي تتم إعادتها إلى الأرض لتغذية التربة؛ مما يمنح الطلاب فرصة مشاهدة «دورة غذاء» كاملة والمشاركة فيها.
تمثل مدينة كلاريمونت، كاليفورنيا الواقعة شمال بومونا فالي منشأ شركة فارمسكيب (Farmscape)، التي تعد بديلاً سريع النمو للاستعانة بمزارع بدلاً من الطرق التقليدية للحفاظ على المواقع الطبيعية. وتقوم الشركة التي تأسست في عام 2008 بزراعة المحاصيل الطازجة ورعايتها وحصادها لعملائها المقيمين في منطقة لوس أنجلوس، وذلك في حدائقهم الخاصة.

### تودموردن، المملكة المتحدة
تودموردن هي بلدة يسكنها 17000 شخص في مقاطعة يوركشاير، المملكة المتحدة وتتميز بإقامة نموذج ناجح ومبتكر للزراعة الحضرية. وكان يهدف مشروع تودموردن الغذائي الضخم (Incredible Edible Todmorden) الذي بدأ في عام 2008 لزراعة المحاصيل الغذائية في أربعين موقعًا منتشرًا في أرجاء البلدة. والمحاصيل مجانية بالكامل ويؤدي الأعمال الزراعية متطوعون، في حين تتم دعوة المارة والزوار لقطف الثمار وتناولها.,
كانت بعض الأراضي المستخدمة في مشروع تودموردن الغذائي الضخم أراضي مرخص الانتفاع بها، في حين أن أراضٍ أخرى كانت أمثلة على بستنة الأماكن المهملة. إن جميع الأراضي بمثابة «حدائق دعائية» لتشجيع السكان المحليين على التفكير في الزراعة المحلية وتناول محاصيل موسمية والتفكير في مصدر غذائهم والاستمتاع بتناول أغذية طازجة.
توجد أراضٍ زراعية تابعة لمشروع تودموردن الغذائي الضخم في الشارع وفي موقف سيارات المركز الصحي وفي محطة القطار وفي قسم الشرطة وفي المقابر وفي جميع مدارس البلدة.

## الفوائد
إن الفوائد التي تقدمها الزراعة الحضرية وشبه الحضرية للمدن التي تطبّق هذه الممارسة متعددة. ويسهم تحويل المدن من مدن مستهلكة للغذاء فقط إلى منتجة للمنتجات الزراعية في الإعاشة وتحسين الصحة وتخفيف حدة الفقر.
- تساعد الزراعة الحضرية وشبه الحضرية في إغلاق نظام التحكم المفتوح في المناطق الحضرية المتصفة باستيراد الغذاء من المناطق الريفية وتصدير الفضلات لمناطق خارج المدينة أو البلدة.
- يمكن تحويل مياه الفضلات والفضلات الصلبة العضوية إلى موارد تُستخدم في زراعة المنتجات الزراعية: يمكن استخدام هذه المياه في الري والفضلات كسماد.
- يمكن استخدام المناطق الحضرية الخالية في الإنتاج الزراعي.
- يمكن الحفاظ على الموارد الطبيعية الأخرى. إن استخدام مياه الفضلات في الري يحسّن إدارة المياه ويزيد من توافر المياه العذبة للشرب والاستخدام المنزلي.
- يمكن أن تساعد الزراعة الحضرية وشبه الحضرية في حماية بيئات المناطق الأحيائية من التحول إلى أراضٍ زراعية.
- توفر الزراعة الحضرية الطاقة (مثل، الطاقة المستهلكة في نقل الغذاء من المناطق الريفية إلى المناطق الحضرية).
- يسمح الإنتاج المحلي للغذاء بتوفير تكاليف النقل والتخزين وتلف المنتج؛ مما يؤدي إلى انخفاض تكلفة الغذاء.
- تعمل الزراعة الحضرية وشبه الحضرية على تحسين نوعية البيئة الحضرية من خلال التخضير، وبالتالي تقليل نسب التلوث.
- تسهم الزراعة الحضرية أيضًا في جعل المدينة مكانًا أفضل للعيش عن طريق تحسين نوعية البيئة.
- تعد الزراعة الحضرية وشبه الحضرية وسيلة فعالة للغاية لمحاربة الجوع وسوء التغذية؛ حيث إنها تسهّل وصول قطاع فقير من سكان المدن للغذاء.

تخفيف حدة الفقر: من المعروف أن قطاعًا كبيرًا من الأشخاص المشتركين في الزراعة الحضرية هم فقراء المدن. وفي الدول النامية، غالبية الإنتاج الزراعي الحضري يكون للاستهلاك الذاتي، بينما تُباع الفوائض في السوق. ووفقًا لمنظمة الفاو (منظمة الأغذية والزراعة للأمم المتحدة)، ينفق المستهلكون الفقراء في المدن ما بين 60 و80 في المئة من دخلهم على الغذاء؛ مما يجعلهم معرضين للغاية لمزيد من ارتفاع أسعار الغذاء.
- توفر الزراعة الحضرية وشبه الحضرية الغذاء وتوفر في مصروفات الأسرة على المواد الاستهلاكية، وهكذا تزيد مبلغ الدخل المخصص لاستخدامات أخرى.
- يمكن بيع الفوائض من الزراعة الحضرية وشبه الحضرية في الأسواق المحلية، وبالتالي زيادة دخل فقراء المدن.[17]

تعمل المراكز الاجتماعية والحدائق على تعليم المجتمع التعامل مع الزراعة باعتبارها جزءًا أساسيًا من الحياة في المدينة. ويعمل معهد فلوريدا هاوس للتنمية المستدامة (Florida House Institute for Sustainable Development) في ساراسوتا، فلوريدا كمركز اجتماعي وتعليمي عام؛ حيث يستطيع المبتكرون الذين لديهم أفكار مستدامة وموفرة للطاقة تنفيذها وتجربتها. وتقدم المراكز الاجتماعية، مثل «فلوريدا هاوس» للمناطق الحضرية موقعًا رئيسيًا لاكتساب معرفة عن الزراعة الحضرية والبدء في دمج الزراعة مع نمط الحياة في المدينة.
من أمثلة المراكز الاجتماعية الأخرى، مركز جرين جرو فارم (Greensgrow Farm) في فيلادلفيا ونورثي ستريت سيتي فارم (Northey Street City Farm) في بريزبين، أستراليا. ويستخدم مركز جرين جرو مكانًا مهجورًا كمزرعة حضرية لتعليم المجتمع أساليب الزراعة وكيفية زراعة غذائهم بأنفسهم. ويستضيف مركز نورثي ستريت سيتي فارم أنشطة اجتماعية أسبوعية لتعليم السكان المحليين الممارسات الزراعية وإشراكهم فيها.
ثبت أيضًا أن المزارع الحضرية وسيلة تعليمية فعالة لتعليم الأطفال عن الأطعمة الصحية والنشاط البدني الهادف. ومن أمثلة الزراعة الحضرية التعليمية مزرعة فول سيركل فارم (Full Circle Farm)، وهي مزرعة على مساحة 11-أكر (45,000 م2) تقع وسط حرم مدرسة متوسطة في قلب وادي السيليكون. ومثل العديد من المراكز الزراعية التعليمية الأخرى، فإن المساحة المنزرعة لمزرعة فول سيركل فارم تُستخدم كـ «حرم معيشة»؛ حيث يحظى الطلاب بخبرات زراعية عملية مباشرة من العالم الواقعي والتي تنمي فيهم كلاً من العادات الصحية والقيادة البيئية.

## الصعوبات
- يزداد الإقبال على المساحات الخالية في المدن؛ مما يرفع سعرها ويجعل من الصعب الحصول عليها.
- يمكن أن يتسبب استخدام مياه الفضلات في الري دون معالجة ومراقبة حذرتين في انتشار الأمراض بين السكان.
- تمثل الزراعة على الأرض الملوثة خطرًا صحيًا على المستهلكين.
- تسهّل ممارسة الزراعة على طول المناطق الواقعة على جوانب الطرق عملية توزيع المنتجات على الأسواق المحلية، ولكنها ممارسة محفوفة بالمخاطر أيضًا؛ حيث إنها تعرض الغذاء لـ عوادم السيارات.
- تعتبر الزراعة والتحضر أنشطة متعارضة تتنافس مع بعضها للحصول على مساحة الأرض المحدودة واستخدامها. في الحقيقة، تتوفر في المناطق الحضرية مساحات كبيرة متاحة للاستخدام الزراعي، مثل الأراضي الخالية العامة والخاصة، والمناطق غير المناسبة لاستخدامات البناء (المنحدرات الشديدة والسهول الفيضية).
- تعد القيود القانونية والمعوقات الاقتصادية أمام الحصول على الأرض والموارد (مثل، المياه معقولة السعر) من بين أكثر المشكلات التي تواجهها الزراعة الحضرية.
- يقف عدم وجود ضمان على حيازة الأرض عائقًا أمام الزراعة بسبب عدم التأكد من مدة الانتفاع بالأرض.
- تعرضت الزراعة الحضرية لانتقادات من قِبل هؤلاء الذين يعتقدون أن الإنتاج الزراعي الصناعي يمكنه توفير كميات أكبر من الغذاء وبفاعلية أكثر.
- يوجد جدل كبير حول ما إذا كانت الزراعة الحضرية وحدها - الزراعة بكثافة عالية في مناطق صغيرة - يمكنها أن تحل محل الإنتاج على مساحات شاسعة في المناطق الريفية والتي تنتج معظم منتجاتنا الغذائية. ومع ذلك، ما زال الجوع موجودًا في المناطق الحضرية والريفية، بالرغم من دعم الزراعة الصناعية. ولم تُحدد مدى قدرة الزراعة الحضرية على تلبية هذه الاحتياجات الغذائية بطريقة نظامية، بالرغم من وجود دلائل في بعض المجتمعات على أنها مصدر مهم للغذاء.
- يرى معارضون آخرون أن إنتاج الغذاء المحلي وتقديم فكرة الموارد المشتركة والأراضي المشتركة إلى المناطق الحضرية سيتسبب في المأساة المشتركة، مع العلم أن العديد من المزارع الحضرية والحدائق المجتمعية تتم إدارتها على حدة أو من خلال منظمات المجتمع المدني الأخرى.[بحاجة لمصدر]

يمكن أن تثير أهداف سياسة التخضير البلدية نزاعات. على سبيل المثال، لا تتفهّم السياسات الداعمة لظلة الأشجار في المدن مسألة زراعة الخضراوات بسبب الظلال الهائلة التي توفرها الأشجار. ومع ذلك، فإن بعض البلديات، مثل بورتلاند وأوريجون ودافنبورت ولوا تشجع على زراعة الأشجار المثمرة (كأشجار الشوارع أو بساتين المتنزهات) لتلبية كل من أهداف التخضير وإنتاج الغذاء.

## وصلات خارجية
- Urban agriculture and employability skills
- Resource Centres on Urban Agriculture and Food security (RUAF) Foundation
- Growing UP In Manhattan
- Farming goes vertical
- Skyfarming (April 2, 2007). New York Magazine.
- Article about Chicago's City Farm
- Christensen, R. 2007. SPIN-Farming: advancing urban agriculture from pipe dream to populist movement Sustainability: Science, Practice, & Policy 3(2):57-60. نسخة محفوظة 25 مارس 2010 على موقع واي باك مشين.. Published online August 28, 2007
- Small, Green, and Good: The Role of Neglected Cities in a Sustainable Future
- Detroit Urban Agriculture Movement Looks to Reclaim Motor City
- Growing greener cities: FAO programme for urban and peri-urban horticulture
- Water, Land, and Health of Urban and Peri-Urban food production
- Placing the Food System on the Urban Agenda